# 26 Aquarii
26 Aquarii, som är stjärnans Flamsteed-beteckning, är en ensam stjärna belägen i den norra delen av stjärnbilden Vattumannen. Den har en skenbar magnitud på 5,66  och är svagt synlig för blotta ögat där ljusföroreningar ej förekommer. Baserat på parallaxmätning inom Hipparcosuppdraget på ca 3,4 mas, beräknas den befinna sig på ett avstånd på ca 960 ljusår (ca 290 parsek) från solen. Den rör sig bort från solen med en heliocentrisk radiell hastighet på ca 8 km/s.

## Egenskaper
26 Aquarii är en orange till gul jättestjärna av spektralklass K2 (III),  som anger att den är en utvecklad stjärna med osäker luminosistetsklass. Bartkevicius och Lazauskaite (1997) fann spektrala drag av MD-Ba? -K3 II – III, K2 Ia, vilket tyder på någon typ av jättestjärna av K-typ med misstänkt metallbrist (MD) av barium. Den har en radie, som är ca 55 gånger större än solens och utsänder från dess fotosfär ca 840 gånger mera energi än solen vid en effektiv temperatur av ca 4 200 K.